# 大河原峠
大河原峠（おおがわらとうげ）は、長野県佐久市にある峠である。茅野市との境界に近い。標高は2,093m。

## 概要
信濃川水系と天竜川水系の境をなす分水嶺上にある。峠の頂上を蓼科スカイラインが通過しており、道幅は広くないが、全線舗装されている。峠の頂上には大河原ヒュッテという山小屋（季節営業）と駐車場が設置されている。蓼科山及び双子山への登山口ともなっている。
峠からは展望がよく、秋の9月下旬から10月中旬頃まで紅葉が見頃であり、この峠へ訪れる人が多くいる。

## 近くの山
- 双子山（2,223.8m）
- 蓼科山（2,530.3m）

## 伝承
元和年間に、領主の信州遠山氏の悪政に怒った領民が参勤交代帰りの遠山領主をこの峠で襲って殺したと伝わる。

## 交通
- 峠への公共交通機関はない。佐久ICから蓼科スカイラインを望月方面へ向かって約41km。